# Lac Lukens
Pour les articles homonymes, voir Lukens.
Le lac Lukens (en anglais : Lukens Lake) est un lac américain dans le comté de Tuolumne, en Californie. Il est situé à 2 505 mètres d'altitude au sein de la Yosemite Wilderness, dans le parc national de Yosemite.